# Espot
Espot là một đô thị trong tỉnh Lleida, cộng đồng tự trị Cataluña Tây Ban Nha. Đô thị Espot có diện tích là 97,3 ki-lô-mét vuông, dân số năm 2009 là 360 người với mật độ 3,7 người/km². Đô thị Espot nằm ở khu vực có độ cao 1318 mét trên mực nước biển.